# Kotkatselkä (del av en sjö)
Kotkatselkä är en del av sjön Suontee i Finland. Den ligger i kommunerna Joutsa och Hirvensalmi i Mellersta Finland och Södra Savolax i den södra delen av landet, 190 km norr om huvudstaden Helsingfors. Kotkatselkä ligger 95 meter över havet.